# Ulises Carrión
Ulises Carrión (* 1941 in San Andrés Tuxtla, Veracruz, Mexiko; † Oktober 1989 in Amsterdam) war ein mexikanischer Künstler, Schriftsteller, Herausgeber und Buchhändler. Sein Œuvre umfasst neben Künstlerbüchern auch unikale Werke, Performance, Film, Video und Klangkunst.

## Leben
Carrión studierte in Mexiko Literatur und Philosophie und siedelte – nach Stationen in Frankreich, Deutschland und England – 1972 in die Niederlande über. 
Von 1975 bis 1979 führte er in Amsterdam mit Other Books and So einen der ersten, von einem Künstler betriebenen Buchladen ausschließlich für Künstlerpublikationen. Künstlerbücher, Künstlerpostkarten, Klangkunst auf Schallplatten und Künstlerzeitschriften gehörten zu seinem Angebot. Carrión organisierte in vier Jahren auch 50 Ausstellungen in seinem Buchladen, unter anderem mit Allan Kaprow, Dick Higgins und Jiri Valoch. Der Buchladen entwickelte sich zu einem wichtigen Treffpunkt der internationalen Künstlerszene und gilt als Vorreiter für viele als Kunstprojekt betriebene Ladengeschäfte und Verlage.
1977–78 war er Herausgeber der Zeitschrift ephemera und ab 1978 erfolgte die Publikation des „erratic art mail international system“.
Ulises Carrión leistete eine frühe Definition von Künstlerbuch. Er publizierte in spanischer Sprache in Form eines polemischen Gedichts 1975 seinen Essay „die neue kunst des büchermachens“ (Plural No. 41, Mexiko-Stadt. 1975). Später erschien dieser Essay leicht gekürzt in englischer Sprache in Kontexts No 6/7, Amsterdam, 1975. In leicht abgewandelter Form erschien der Text in einem Katalog der Remont Gallery, Warsaw, 1976. Ebenso in der europäischen Ausgabe von Art Contemporary No 9, Vol. III No 1, San Francisco, 1977. Eine polnische Übersetzung wurde in Linia February-March, Warsaw, 1977 veröffentlicht. Die deutsche Übersetzung erschien in der Frankfurter Kunstzeitschrift Wolkenkratzer im Oktober 1982 (Heft 3/82). Die englische und deutsche  Version des Essays befinden sich auf der Webseite des „Archivs für künstlerische Bücher und mehr“.
Seit 1984 hatte Ulises die niederländische Staatsbürgerschaft.

## Schriften (Auswahl)
Bücher und Künstlerbücher
- (Hrsg.): From Bookworks to Mailworks. Other books and so, Amsterdam 1978.
- Cres. Selbstverlag, Amsterdam 1978.
- The Muxlows. Verlaggalerie Leaman, Düsseldorf 1978.
- Mirror box, Stempelplaats. Amsterdam 1979 (Stempeldrucke auf weißem Filz, Seiten geklammert).
- Rubber Stamp Books. Lomholt Formular Press, Odder 1979.
- Namen en adressen, Agora - Studio. Maastricht 1980.
- Second Thoughts. VOID Distributors, Amsterdam 1980.
- mit Juan J. Agius (Hrsg.): Beeld Boeken. Galerie da Costa, Amsterdam 1980.
- mit Robin Crozier, u. a.: Kunst in der Öffentlichkeit. Marode Editions, Würzburg 1981.
- mit Hubert Kretschmer: die neue kunst des büchermachens. Wolkenkratzer Verlag, Frankfurt 1982.

Zeitschriften
- (Hrsg.): Commonpress. 5, Selbstverlag, Amsterdam 1978 (Box Boxing Boxers, mit Stempeldruck).
- mit Anderen: Ephemera. Other Books and So, Amsterdam ab 1978.